# Caliscelis chinensis
Caliscelis chinensis är en insektsart som beskrevs av Melichar 1906. Caliscelis chinensis ingår i släktet Caliscelis och familjen Caliscelidae. Inga underarter finns listade i Catalogue of Life.